# Preßguts
Preßguts è una frazione di 402 abitanti del comune austriaco di Ilztal, nel distretto di Weiz, in Stiria. Già comune autonomo, il 1º gennaio 2015 è stato aggregato a Ilztal.